# Sierdobsk
Sierdobsk – miasto w Rosji, w obwodzie penzeńskim, 111 km na południowy wschód od Penzy. W 2009 liczyło 35 020 mieszkańców.
Urodził się tu Ryszard Jaworowski (ur. 3 kwietnia 1896, zm. 1968) – podpułkownik saperów Wojska Polskiego, kawaler Orderu Virtuti Militari.
W mieście rozwinął się przemysł samochodowy, materiałów budowlanych oraz precyzyjny.